# Гума (Китай)
Гума (кит. 固玛镇, пін. Gùmă Zhèn) — містечко у КНР, адміністративний центр однойменного повіту в префектурі Хотан.

## Географія
Гума  розташовується у південній частині пустелі Такла-Макан.

### Клімат
Містечко знаходиться у зоні, котра характеризується кліматом тропічних пустель. Найтепліший місяць — липень із середньою температурою 25 °C (77 °F). Найхолодніший місяць — січень, із середньою температурою -5 °С (23 °F).
| Клімат Гуми             | Клімат Гуми | Клімат Гуми | Клімат Гуми | Клімат Гуми | Клімат Гуми | Клімат Гуми | Клімат Гуми | Клімат Гуми | Клімат Гуми | Клімат Гуми | Клімат Гуми | Клімат Гуми | Клімат Гуми |
| Показник                | Січ.        | Лют.        | Бер.        | Квіт.       | Трав.       | Черв.       | Лип.        | Серп.       | Вер.        | Жовт.       | Лист.       | Груд.       | Рік         |
| Середній максимум, °C   | 1           | 5           | 15          | 23          | 27          | 31          | 33          | 31          | 27          | 20          | 10          | 2           | 18          |
| Середня температура, °C | −5          | 0           | 8           | 16          | 20          | 24          | 25          | 24          | 19          | 12          | 3           | −3          | 11          |
| Середній мінімум, °C    | −11         | −6          | 1           | 9           | 13          | 16          | 18          | 17          | 11          | 4           | −3          | −9          | 5           |
| Норма опадів, мм        | 1           | 4           | 3           | 4           | 11          | 7           | 7           | 4           | 5           | 2           | 1           | 1           | 48          |
| ----------------------- | ----------- | ----------- | ----------- | ----------- | ----------- | ----------- | ----------- | ----------- | ----------- | ----------- | ----------- | ----------- | ----------- |
| Джерело: Weatherbase    |             |             |             |             |             |             |             |             |             |             |             |             |             |